# 魚志弘
魚弘志（?—?），又稱魚志弘，唐朝宦官。
與仇士良同掌禁軍，大和九年（835年）爆發甘露之變，魚弘志誅殺李訓、鄭注，共殺二王、一妃、四宰相，從此掌握唐朝政權。